# 女の盛装
『女の盛装』（おんなのせいそう）はフジテレビ系ライオン奥様劇場枠で1968年5月27日から7月19日まで放送された連続テレビ映画である。白黒作品。全40回。

## 概要
「奥様劇場」第32作。小児がんに冒された幼な子の治療のために辛苦する母の姿を、その出生の秘密や実の父親との秘められた愛を交えて描くメロドラマ。「母もの」をベースに「難病」、「芸者もの」、「法廷もの」など当時の本枠でヒットした要素を投入し、背景には『白い巨塔』で世間の関心を集めた大学病院内の権力抗争も取り入れている。本作の第6話が本枠の放送回数通算1000回にあたることから、新聞のラテ欄やシナリオの表紙には「奥様劇場放送1000回記念」と銘打たれている。放送終了後にはルック社からシナリオをもとに西方博美によって小説化された単行本が出版された。平均視聴率21.5％、最高視聴率26.4％（いずれもビデオリサーチ関東地区調べ）。

## 物語
小宮光子のひとり娘ひとみが体の不調を訴え、東都大学病院へ入院したのは小学校の入学式を間近に控えた早春であった。副腎腺に発生したがんが他臓器にも転移しているという診断に打ちひしがれる光子を支えたのは担当医の木原だったが、木原こそひとみの実の父親であることは光子だけが知る秘密である。8年前、医学生だった木原と光子は結婚の約束をしていたが、光子の母が芸者だったということから木原の母が猛反対して二人の仲を裂いたのだった。傷心の木原はドイツへ留学し、光子は請われて小宮信一の妻となった。ひとみが自分の子だと信じて疑わない小宮は、高額な治療費の捻出に行き詰まり会社の金を横領して逮捕されてしまう。治療費と横領金の弁済に追われた光子は亡き母のつてを頼って神楽坂の置屋から芸者に出た。色と欲との夜の世界に身を置きながら懸命に看護する光子だったが、痛みに苦しむひとみの様子を見るに耐えられず、木原に安楽死を懇願する。医師の倫理から拒絶した木原も、ひとみの苦悶と光子の慟哭に抗い切れず薬物を注射しひとみは息を引き取った。保釈された小宮は血液型の相違から真実を知って復讐の鬼と化し、光子と木原を殺人罪で告発した。

## キャスト
- 小宮光子 ………… 高千穂ひづる
- 木原正彦 ………… 瑳川哲朗
- 小宮信一 ………… 外山高士
- 杉本教授 ………… 下條正巳
- 河合教授 ………… 武藤英司
- 中川教授 ………… 高橋正夫
- 岡部院長 ………… 増田順司
- 沢本理事長 ……… 浅野進治郎
- 小沢医師 ………… 天野新士
- 小宮ひとみ ……… 田村ユミ子
- 河合久美子 ……… 生田三津子
- 友江 ……………… 稲葉まつ子
- 貞子 ……………… 音羽久米子
- 田島弁護士 ……… 沢阿由美
- 岸田弁護士 ……… 椎原邦彦
- 山城検事 ………… 宮川洋一
- 関口検事 ………… 森幹太
- 柳田検事 ………… 斉藤三勇
- 中里裁判長 ……… 川野耕司
- 岡田 ……………… 伊藤寿章
- 堀田 ……………… 保科三良
- 雨宮事務官 ……… 安田隆

## スタッフ
- 脚本:柳川創造
- 監督:堀内真直、土屋蔵三、柳瀬観、松島稔、吉田央
- 音楽：大森盛太郎、横山菁児
- プロデューサー：大橋正次、寺沢正(NMC)、伊藤康祐(フジテレビ)
- 制作：NMC・フジテレビ

## 主題歌
- 「女の盛装」
  - 作詞・作曲：遠藤実　
  - 歌：三船和子（ミノルフォンレコード）

## 参考資料
- 「女の盛装」シナリオ決定稿
- 「テレビジョンドラマ」(放送映画出版)

| フジテレビ ライオン奥様劇場             | フジテレビ ライオン奥様劇場        | フジテレビ ライオン奥様劇場              |
| 前番組                                  | 番組名                             | 次番組                                   |
| --------------------------------------- | ---------------------------------- | ---------------------------------------- |
| いのちある限り （1968.4.8 - 1968.5.24） | 女の盛装 （1968.5.27 - 1968.7.19） | 続・愛染かつら （1968.7.22 - 1968.9.13） |